# A.J. 폴록
앨런 로렌즈 폴록(Allen Lorenz Pollock, 1987년 12월 5일 ~ )은 A.J. 폴록(A. J. Pollock)이라는 이름으로 알려져 있는 미국의 메이저리그에 속한 시애틀 매리너스의 외야수이다. 애리조나 다이아몬드백스, 로스앤젤레스 다저스, 시카고 화이트삭스, 시애틀 매리너스, 샌프란시스코 자이언츠에서 메이저 리그 베이스볼(MLB)에서 뛰었다.
폴락은 노트르담 파이팅 아이리시(Notre Dame Fighting Irish)에서 대학 야구를 했다. 다이아몬드백스는 2009년 메이저 리그 베이스볼 드래프트 1라운드에서 폴락을 선택했다. 2012년 다이아몬드백스에서 MLB 데뷔를 했다. 폴락은 MLB 올스타였으며 2015년 골드 글러브 상을 수상했다.

## 수상 경력
- 내셔널 리그 (야구) 올스타 1회 (2015년)
- 내셔널 리그 (야구) 골드글러브 외야수 부문 1회 (2015년)